# WST Pro Series
De World Snooker Tour (WST) Pro Series is een serie van professionele snookertoernooien. Het werd voor het eerst gehouden in het voorjaar van 2021 en is een van de rankingtoernooien. 

In het eerste seizoen kwamen 128 snookerspelers uit, in drie rondes van groepen met 8 spelers. De eerste ronde bestond uit 16 groepen van 8 spelers, waarvan de beste 2 van elke groep zich plaatsten voor de tweede ronde. Daarin speelden zij in 4 groepen waarvan de beste twee van elke groep zich plaatsten voor de finalegroep.

De eerste editie werd gewonnen door Mark Williams. Hij werd de WST Pro Series 2021 Kampioen.
Gary Wilson maakte op 20 januari 2021 een 147.

## Winnaars
| Jaar | Winnaar       | Tweede plaats | Score  | Seizoen   |
| ---- | ------------- | ------------- | ------ | --------- |
| 2021 | Mark Williams | Ali Carter    | n.v.t. | 2020/2021 |